# 鎌田正明
鎌田 正明（かまた まさあき、1956年 - ）は、日本のノンフィクション作家・小説家で、毎日放送の元アナウンサー・記者。

## 略歴・人物
埼玉県出身で、東京大学文学部西洋史学科へ進学。大学時代はパイロットを目指していたが、体調不良で航空会社への就職に失敗。これを機に、放送業界への就職を決意した。
大学卒業後の1980年に、毎日放送にアナウンサーとして入社。同期入社組に、現在も競馬中継の実況などで活躍するスポーツアナウンサーの美藤啓文がいる。
毎日放送への入社後は、『あどりぶランド』（MBSテレビ）など数々のテレビ・ラジオ番組に出演。1985年10月の人事異動で報道局の記者に転じた後は、「告発!フロンガス密輸団」「住宅ローン金利の不正操作事件」「にせたまごっち密造工場」「航空機衝突防止装置の怪」などのスクープで、毎日放送のキー局・TBSテレビ制作の報道番組（『報道特集』や『筑紫哲也 NEWS23』など）にも出演することがあった。
実母の介護に専念するために、2006年で毎日放送を退職。2009年4月には、初の書き下ろし小説『全壊判定』（朝日新聞出版）を刊行した。
2015年に、中沢彰吾名義で『中高年ブラック派遣 人材派遣業界の闇』（講談社現代新書）を上梓。人材派遣業界のひどさを告発して話題になる。

## 発言の信憑性
退職時期、年齢の不正確性
退職時期はメディアによっては2006年、講演依頼の営業用プロフィールでは2007年としており、情報に一貫性がない。前述のテレビ出演の際は、「家族の介護のため48歳で退職」とフリップボードで紹介を受けたが、それは2003〜2004年にあたり更に一貫性がない。

## 毎日放送アナウンサー時代の出演番組

### テレビ
- MBSニュース
- あどりぶランド

### ラジオ
- 毎日ニュース
- こども音楽コンクール
- ラジオマガジン

など

## 著書
- 『全壊判定』（2009年4月、朝日新聞出版）ISBN 978-4022505750
- 『あなたもアナウンサーになれる! -テレビ局アナウンス採用のすべて』（2011年、講談社）ISBN 978-4062172042
- 『中高年ブラック派遣 人材派遣業界の闇』中沢彰吾 講談社現代新書 2015 ISBN 978-4-06-288314-6
- 『東大卒貧困ワーカー』中沢彰吾 新潮新書 2017 ISBN 978-4-10-610722-1

共著
- 『食をめぐるほんとうの話』阿部尚樹,上原万里子,中沢彰吾著　講談社現代新書 2015 ISBN 978-4-06-288342-9

## 連載
- テレビよ、誇りはあるか（『週刊現代』2009年9月19・26日合併号-2009年10月10日号）